# Kapás (település)
Kapás (1899-ig Prikopa, szlovákul: Priekopa) község Szlovákiában, a Kassai kerület Szobránci járásában.

## Fekvése
Szobránctól 7 km-re keletre, a Szobránc-patak és az ukrán határ között fekszik. Külterülete egészen az államhatárig nyúlik.

## Története
1418-ban Luxemburgi Zsigmond megerősítő oklevelében említik először, amelyben a nagymihályi és tibai uradalmat megerősíti birtokaiban. 1427-ben az adóösszeírásban malmot és 27 portát számláltak a faluban. 1567-ben a község mindössze három és fél porta után adózott. A 16. század második felében azonban jelentős betelepülések történtek és területe növekedett. 1599-ben már 23 jobbágyház és a soltész háza állt a faluban. A 17. században a közepes nagyságú falvak közé számított, a 18. század elejére azonban – főként a kuruc harcok miatt – lakossága újra lecsökkent. 1715-ben mindössze 4, 1720-ban 5 háztartás volt a faluban.
A 18. század végén, 1799-ben Vályi András így ír róla: „PREKOPA. Tót falu Ungvár Vármegyében, földes Urai több Uraságok, lakosai külömbfélék, fekszik Tibéhez nem meszsze, mellynek filiája, határbéli földgyének szép javai szerént, első osztálybéli.”
Fényes Elek 1851-ben kiadott geográfiai szótárában így ír a településről: „Prekopa, orosz falu, Ungh vgyében, ut. p. Szobránczhoz keletre 1 1/2 órányira: 30 romai, 237 gör. kath., 18 zsidó lak. Határa hegyes és sovány, erdeje derék. F. u. Mokcsay, Pongrácz, Szemere, és a Kis-Ráthi plebanos.”
A trianoni diktátumig Ung vármegye Szobránci járásához tartozott, majd az újonnan létrehozott csehszlovák államhoz csatolták. 1938 és 1945 között ismét Magyarország része.
A 14–16. században északi szomszédságában volt Csertés falu, mely időközben elpusztult.

## Népessége
| Év:            | 1994. | 2004.    | 2014.   | 2024.   |
| -------------- | ----- | -------- | ------- | ------- |
| Emberek száma: | 258   | 300      | 292     | 278     |
| Eltérés:       |       | +16,27 % | -2,66 % | -4,79 % |

| Év:            | 2023. | 2024.   |
| -------------- | ----- | ------- |
| Emberek száma: | 277   | 278     |
| Eltérés:       |       | +0,36 % |

1910-ben 529, többségben ruszin anyanyelvű lakosa volt, jelentős német kisebbséggel.
2003-ban 309 lakosa volt.
2011-ben 290 lakosából 278 szlovák volt.